# Тангото на ревността
„Тангото на ревността“ (на италиански: Il tango della gelosia) е италианска комедия от 1981 година на режисьора Стено с участието на Моника Вити и Диего Абатантуоно.

## Сюжет
Главната героиня е жена на име Лучия. Тя е от десет години, омъжена за съпруга си. С течение на времето връзката им охладнява. От страна на съпруга изчезва страстта и романтиката, което не е достатъчно на Лучия. Тя се опитва да говори със съпруга си и да обсъди семейния им живот, но той не обръща внимание на това. Тогава тя решава да създаде обстоятелства, при които съпругът ѝ ще стане ревнив...

## В ролите
| Изпълнител        | Роля              |
| ----------------- | ----------------- |
| Моника Вити       | Лучия             |
| Диего Абатантуоно | Диего             |
| Филип Лерой       | Джулиано Лованели |
| Джени Тамбури     | Нунция            |
| Тито Ле Дук       | Пол               |